# Cypern i olympiska sommarspelen 2016
Cypern deltog med 16 deltagare vid de olympiska sommarspelen 2016 i Rio de Janeiro. Ingen av landets deltagare erövrade någon medalj.

## Cykling
Herrar
| Idrottare | Gren | Tid | Placering |
| --------- | ---- | --- | --------- |